# Cyperus impolitus
Cyperus impolitus är en halvgräsart som beskrevs av Carl Sigismund Kunth. Cyperus impolitus ingår i släktet papyrusar, och familjen halvgräs. Inga underarter finns listade i Catalogue of Life.